# Burgstall Sand (Todtenweis)
Der Burgstall Sand  ist eine abgegangene Höhenburg über dem Todtenweiser Ortsteil Sand (Landkreis Aichach-Friedberg in Schwaben) auf dem Lechrain. Von der früh- bis hochmittelalterlichen Wehranlage haben sich nur die Erdwerke erhalten.

## Geschichte

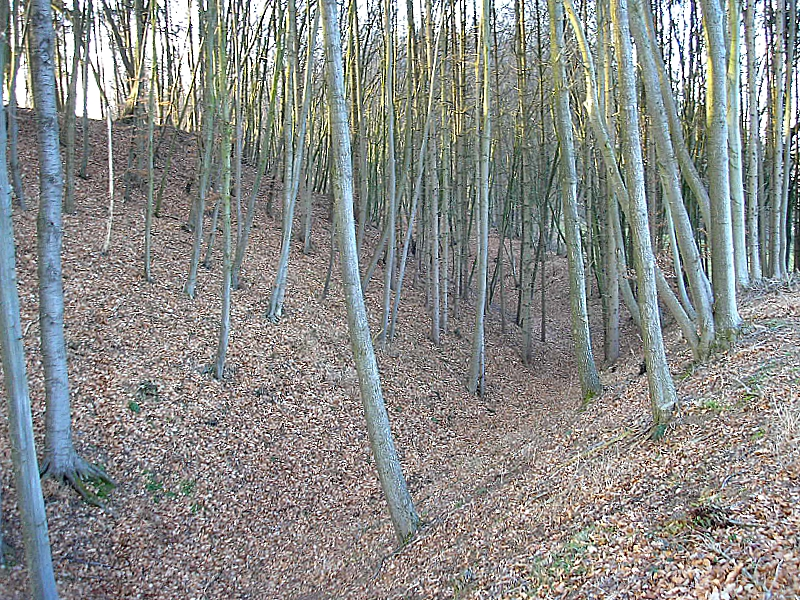
Blick nach Nordwesten in den Wallgraben

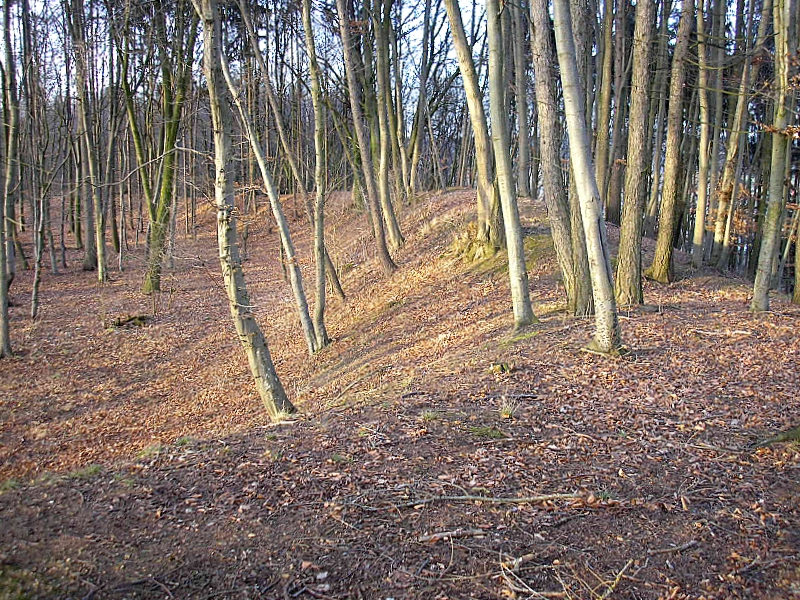
Die Wallkrone nach Westen

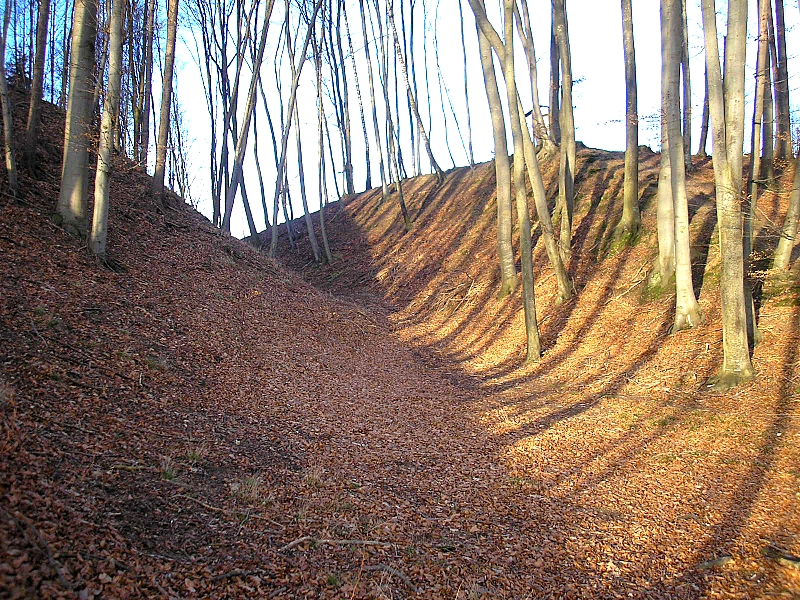
Der östliche Grabenauslauf

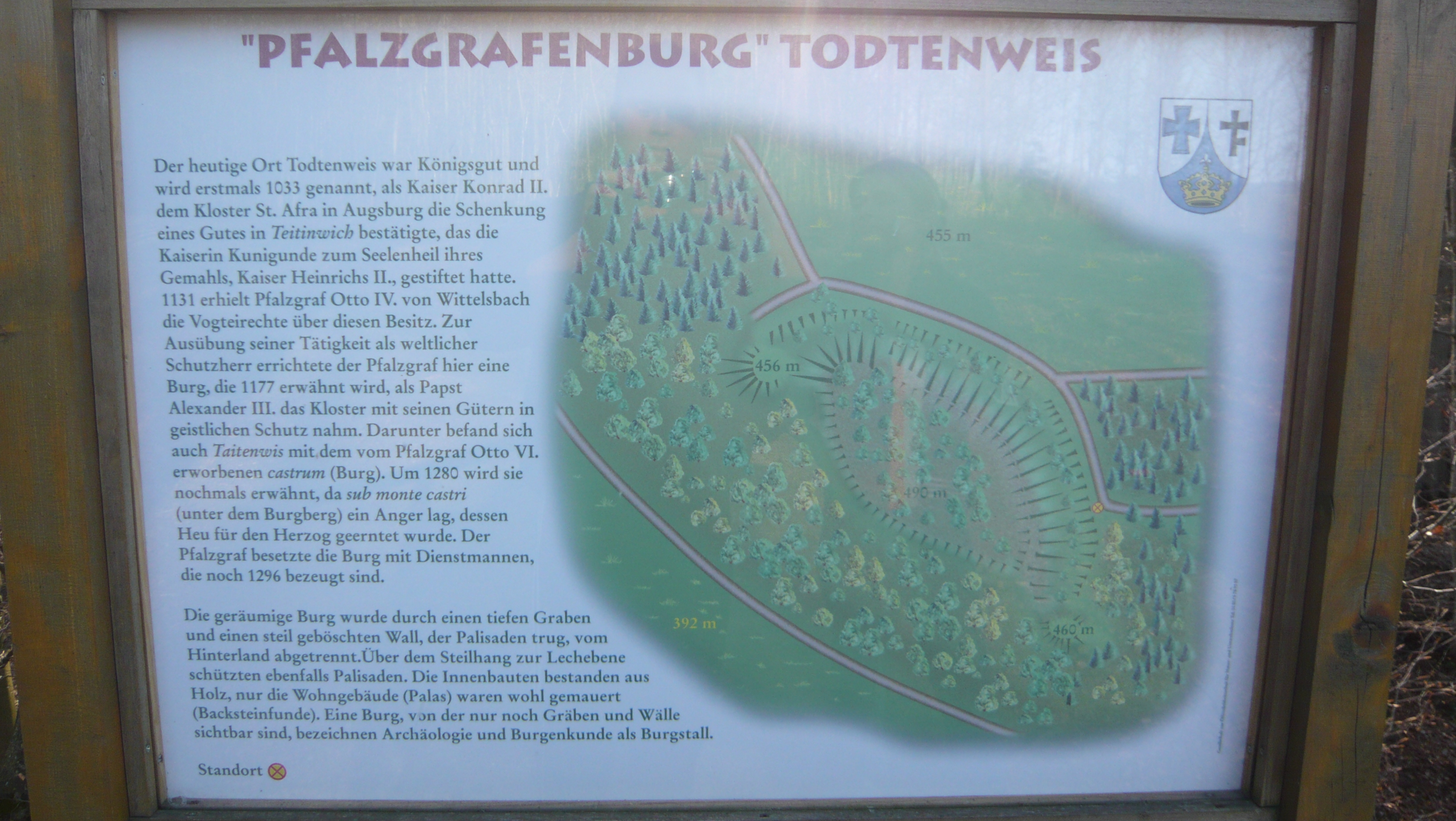
Infotafel an der Pfalzgrafenburg Todtenweis (Burgstall Sand)

Seit 1131 fungierten die Pfalzgrafen (Wittelsbacher) als Schirmvögte über die Besitzungen des Klosters St. Ulrich und Afra (Augsburg) jenseits des Lechs.
Um 1150 sind ein Kuonradus und ein Sigefridus die Taintinwis als Burgmannen der Wittelsbacher nachweisbar. Die Pfalzgrafen übernahmen hier offensichtlich eine ältere Anlage, vielleicht eine der zahlreichen frühmittelalterlichen Ungarnschutzburgen dieses Gebietes. Die Innenfläche der Hauptburg beträgt etwa 0,96 Hektar, entspricht also eher vergleichbaren Anlagen frühmittelalterlicher Zeitstellung.
Der klassische hochmittelalterliche Dienstmannensitz war eigentlich die Turmhügelburg. Solche „Motten“ haben sich in der näheren Umgebung in einigen Beispielen erhalten. Nur wenige Kilometer entfernt liegt über Unterach bei Rehling eine derartige kleine Burganlage auf der Lechleite.
Die große Befestigungsanlage auf dem „Burgseleberg“ wird erstmals 1177 als „castrum Taitenwis“ urkundlich erwähnt. Damals verkaufte Pfalzgraf Otto die Burg an das Kloster St. Ulrich und Afra zu Augsburg. Das Kloster scheint die Anlage anschließend aufgelassen zu haben.
Unter der Burg (sub monte castri in Sande) liegt um 1270 ein herzoglicher Anger. 1296 erscheint nochmals ein Heinrich von Tettenwies als Siegelzeuge.

## Beschreibung
Der Burgstall auf 490 m ü. NN zeigt keine Merkmale einer hochmittelalterlichen Ministerialenburg, sondern erscheint eher als frühmittelalterliche Schutzburg des 9. oder 10. Jahrhunderts. Einige Backsteinreste machen die Weiternutzung als hochmittelalterlicher Dienstmannensitz plausibel. Allerdings scheint man damals nicht besonders weitgehend in den Bestand eingegriffen zu haben. Aus diesem Grunde wurde die wittelsbachische Burg in der Vergangenheit gelegentlich an anderer Stelle lokalisiert, etwa in der nahen „Pfarrerschanze“. Auch diese Abschnittsbefestigung dürfte aber in ihrer letzten Ausbaustufe aus dem Frühmittelalter stammen.
Das Burgareal wird durch einen bogenförmigen, bis zu sechs Meter tiefen Graben vom Hinterland abgetrennt. Über dem Graben wurde ein hoher Wall aufgeschüttet, der das nahezu ebene Burgplateau um zwei bis vier Meter überragt. Im Westen schützt der Steilhang die Anlage. Die Hangkante war wohl ursprünglich nur durch Palisaden befestigt.
Die Wallhöhe steigt von Westen nach Südosten von 6 bis 7 auf etwa 15 Meter an. Eine flache Grube in der Mitte der Südwestseite bezeichnet wahrscheinlich den Standort eines Gebäudes (Backsteinreste). Das nahezu ebene Burgplateau wurde mindestens bis ins ausgehende 19. Jahrhundert landwirtschaftlich genutzt (Weber).
Vor den Grabenausläufen sind halbrunde Aushubterrassen oder Turmstellen zu erkennen. Das Hauptburgplateau liegt etwa 50 Meter über dem Talboden.
In der spärlichen Literatur über die Wallanlage wird keine Vorburg erwähnt. Jedoch finden sich nordwestlich der Kernburg Wall- und Grabenreste, die auf ein solches, sehr geräumiges Vorwerk hindeuten. Im Nordwesten läuft dieses Areal in einem hohen Plateau aus, östlich und westlich sind Hanggräben bzw. Bermen vorgelagert. Die westliche Berme könnte jedoch auf einen modernen Forstweg zurückgehen. Unterhalb des Vorburgplateaus sichert ein, durch den Wegebau teilweise zerstörter Doppelwall mit Zwischengraben die Hangkante (Wallhöhe etwa zwei Meter). Die Gesamtlänge der Befestigung (Hauptburg bis Vorburgplateau) beträgt etwa 300 Meter (Schätzung), die Kernburg umfasst ca. 80 × 60 Meter (nach Plan bei Rischert).
Helmut Rischert (Altbayern in Schwaben, 2003) deutete jedoch das etwa 60 × 60 Meter große Plateau im Nordwesten als Standort des Wirtschaftshofes der hochmittelalterlichen Pfalzgrafenburg. Auf der beigegebenen topographischen Geländeaufnahme der Hauptburg fehlt allerdings der Hanggraben bzw. die Berme (möglicherweise neuzeitlicher Weg), der im Westen des Kernwerkes zu diesem Plateau läuft. Der östliche Hanggraben ist im Gelände nur vor dem Plateau erkennbar. Das Gelände zwischen den Burgteilen dürfte durch Planken- oder Flechtwerkzäune gesichert gewesen sein.

## Zeitstellung und Zweckbestimmung
Die Anlage der Burg entspricht vergleichbaren frühmittelalterlichen Befestigungen des 8. bis 10. Jahrhunderts. Die Wallanlage liegt über einem breiten Durchgang des Lechraines. Nur etwa 1000 Meter nördlich liegt gegenüber eine ähnliche, sehr große Abschnittsbefestigung (Pfarrerschanze) über dem Tal. Noch weiter nördlich liegt die Anlage des Burgstalles Bach.
Möglicherweise handelt es sich hier um zwei ungarnzeitliche Schutzburgen, die den Zugang über den Lechrain ins Lechfeld sichern sollten. Die enorme Größe beider Anlagen könnte für eine Funktion als Truppensammelplatz sprechen. Die Bischofsstadt Augsburg liegt nur ca. 20 Kilometer entfernt, der Schauplatz der Schlacht auf dem Lechfeld ungefähr 30 Kilometer südlich. Bereits Widukind von Corvey spricht in seiner Chronik von einigen Schutzburgen auf dem Lechrain, von denen aus die flüchtenden Ungarn nach der Schlacht aufgerieben wurden. Nur wenige Kilometer nördlich liegt auf dem „Eselsberg“ bei Thierhaupten eine weitere Befestigung, die von der Bodendenkmalpflege als ungarnzeitlich datiert wird. Der Burgstall über Sand wurde früher oft mit dieser Wehranlage verwechselt und als „Eselsberg“ bezeichnet.
Ab der Mitte des 8. Jahrhunderts galt der Lech als Grenze zwischen den Stämmen der Alamannen und Bajuwaren, die erst im Laufe dieses Jahrhunderts in das fränkische Reich integriert wurden. Die zahlreichen frühmittelalterlichen Wehranlagen auf dem Lechrain könnten also sogar schon im 8. Jahrhundert als Grenzbefestigungen entstanden sein.
Rischert (2003) sieht in der Burg eine Neuanlage der Pfalzgrafen (nach 1131). Die Befestigung scheint jedoch nur aus Erdwällen und Palisaden bzw. Holz-Erde Mauern bestanden zu haben, wäre also zu dieser Zeit typologisch bereits veraltet gewesen. An der Hangkante stand in der Pfalzgrafenzeit ein steinernes Wohngebäude oder ein Wohnturm (Rekonstruktion bei Rischert). Die Burg soll u. a. der Herausbildung einer eigenständigen „Hausmacht“ des Stiftes St. Ulrich und Afra vorgebeugt haben. Nach dem Verkauf der Veste an das Kloster ging die Funktion als Schutzburg der Klostergüter an die Burg Wittelsbach bei Aichach über.
Das Bayerische Landesamt für Denkmalpflege verzeichnet das Bodendenkmal als mittelalterlichen Burgstall unter der Denkmalnummer D 7-7431-0029.